# Dàctils
|  | Per a altres significats, vegeu «Dàctil». |

En la mitologia grega, els dàctils (en grec antic: Δάκτυλοι, Dàktyloi) són uns éssers fabulosos de Frígia o bé del mont Ida, a Creta, als quals s'atribuïa el descobriment del ferro i la metal·lúrgia. El mot prové del grec, i té el significat de 'dits'. Es deia que la seva mare (Rea o una nimfa del mont Ida), en el moment en què van néixer, va clavar, adolorida, les mans a terra, i les empremtes marcades van servir per donar nom als seus fills. El seu nombre varia molt segons les fonts, però la més acceptada és que eren cinc, anomenats Epimedes, Heracles, Iasos, Idas i Peoneu, però s'elevarien a deu comptant les germanes o mullers que també els atribuïen. De vegades es deia que eren cent.
Els dàctils eren mags i se'ls atribuïa la invenció dels Misteris. Eren parents dels curets i es considerava que també havien tingut cura de Zeus nen. Ells haurien organitzat els primers Jocs Olímpics per distreure el déu infant. També es deia que havien ensenyat música a Paris, quan aquest vagava pel mont Ida de la Tròade.